# Джал (Абхазия)
Джал (абх. Џьал) — село в Абхазии, в Очамчырском районе частично признанной Республики Абхазия, согласно административному делению Грузии — в Очамчирском муниципалитете Абхазской Автономной Республики. Расположено в 15 км к северу от райцентра Очамчира в равнинной полосе по левому берегу реки Моква. В административном отношении село представляет собой административный центр Джальской сельской администрации (абх. Џьал ақыҭа ахадара), в прошлом входил в Моквинский сельсовет и Мыкусскую (Моквинскую) сельскую администрацию.

## Границы
На севере Джал граничит с сёлами Члоу и Тхина; на востоке — с селом с селом Гуп; на юге — с Баслаху, Меркулой и Араду; на западе — с селом Моква.

## Население
Население Моквинского сельсовета (включая село Джал) по данным переписи 1989 года составляло 3046 человек, по данным переписи 2011 года население сельской администрации Джал составило 423 человека, в основном абхазы.
| Год переписи | Число жителей | Этнический состав                                                           |
| ------------ | ------------- | --------------------------------------------------------------------------- |
| 1886         | 644           | в с/о Моква: абхазы 99,2 %; грузины 0,8 %                                   |
| 1926         | 2852          | в Моквинском с/с: абхазы 82,0 %; грузины 11,8 %; турки 2,4 %; русские 1,6 % |
| 1959         | 3570          | в Моквинском с/с: абхазы, грузины в с. Джал-Агыруа (нет точных данных)      |
| 1989         | 3046          | в Моквинском с/с: абхазы, грузины 79 % в с. Джал-Агыруа, 27 % в с. Моква    |
| 2011         | 423           | абхазы 91,7 %, грузины 7,1 %, русские 0,7 %                                 |

В конце XIX века в посёлке Джал расселяются крестьяне из Мегрелии, в результате чего он распадается на Джал-Апсуа (абхазский Джал) и Джал-Агыруа (мегрельский Джал). После грузино-абхазской войны 1992—1993 джальские мегрелы покинули село.